# Wada (công cụ tìm kiếm)
Wada! là một công cụ tìm kiếm thuần Việt, hỗ trợ tìm kiếm web, hình ảnh, video, hình ảnh và địa điểm. Thành lập năm 2012, Wada! do Công ty Cổ phần Tầm Nhìn Mới đến từ Nga phát triển và được hỗ trợ từ Yandex. Dù là trang tìm kiếm thông tin, tuy nhiên Wada không tuyên chiến với Google.

## Tính năng
Công cụ tìm kiếm Wada! có những tính năng sau:
- Có thể tìm kiếm bằng tiếng Việt, Anh, Đức và Nga,...
- Bộ lọc nội dung người lớn
- Hỗ trợ tìm kiếm web, hình ảnh, video,...
- Danh bạ web Việt Nam
- Hỗ trợ tìm kiếm địa điểm